# Vnukovo Airlines Flight 2801
Vnukovo Airlines Flight 2801 (kendt som Operafjell-ulykken) var en international charterflyvning der 29. august 1996 kl. 10:22:23 (CEST), styrtede ned på Operafjellet, Svalbard i Norge. Alle 141 personer om bord på et Tupolev Tu-154M fly blev dræbt under indflyvningen til Svalbard Lufthavn, Longyear, og er den flyulykke i Norge der har kostet flest menneskeliv.
Vnukovo Airlines flyet, med registreringsnummer RA-85621, var chartret af Arktikugol, et statsejet sovjetisk mineselskab, der skulle flyve russiske og ukrainske arbejdere fra Vnukovo International Airport i Moskva til Svalbard Lufthavn, Longyear i Longyearbyen, Norge. Passagererne kom fra de russiske samfund ved Barentsburg og Pyramiden. De dræbte ved ulykken omfattede 11 besætningsmedlemmer og 130 passagerer, hvoraf 3 var børn.